# Noctileptura squamosa
Noctileptura squamosa là một loài bọ cánh cứng thuộc phân họ Lepturinae, trong họ Cerambycidae. Loài này phân bố ở México.